# Růžová
Růžová är en ort i Tjeckien.   Den ligger i distriktet Okres Děčín och regionen Ústí nad Labem, i den norra delen av landet, 80 km norr om huvudstaden Prag. Růžová ligger 320 meter över havet och antalet invånare är 349.
Terrängen runt Růžová är kuperad västerut, men österut är den platt.Runt Růžová är det ganska tätbefolkat, med 58 invånare per kvadratkilometer. Närmaste större samhälle är Děčín, 8,7 km sydväst om Růžová. Omgivningarna runt Růžová är en mosaik av jordbruksmark och naturlig växtlighet.